# Plesiopelma insulare
Plesiopelma insulare är en spindelart som först beskrevs av Cândido Firmino de Mello-Leitão 1923.  
Plesiopelma insulare ingår i släktet Plesiopelma och familjen fågelspindlar. Inga underarter finns listade i Catalogue of Life.